# Rutger de Tiecken de Terhove
Rutger Pieter de Tiecken de Terhove (Tongeren, 14 januari 1780 - 22 april 1860) was lid van het Belgisch Nationaal Congres en volksvertegenwoordiger.

## Levensloop
De Tiecken was het twaalfde en jongste kind van de militair in Franse dienst Pieter-Michiel de Tiecken en van Anne-Catherine Kempeneers. Tijdens de revolutietijd nam hij dienst in het Franse leger. Hij nam deel aan de campagne van Holland in 1799,  werd onderluitenant in 1805, vocht bij Austerlitz en Jena, om in 1810 het leger te verlaten als huzaar in dienst van koning Lodewijk Bonaparte van Holland, met de graad van kapitein.
Hij trouwde in Tongeren in 1810 met Marie-Louise-Pétronille van Muyssen (1776-1862), dochter van de burgemeester van Tongeren Balthazar van Muyssen. Ze hadden vier kinderen.
Van 1814 tot 1817 was hij gemeenteraadslid van Tongeren. Hij was ook lid van de Provinciale Staten van Limburg. In 1822 werd hij opgenomen, met zijn broer Michiel de Tiecken, in de Ridderschap van Limburg wat opname in de erfelijke adelstand betekende.
Op 3 november 1830 werd hij door de kiezers van het arrondissement Maastricht verkozen voor het Nationaal Congres. Hij nam actief deel aan de werkzaamheden. Hij stemde met de meerderheid voor de onafhankelijkheidsverklaring en voor de eeuwigdurende uitsluiting van de Nassaus, met de minderheid voor de kandidaat-koning hertog van Leuchtenberg en opnieuw met de meerderheid voor de regent Surlet de Chokier en voor de kandidaat-koning Leopold van Saksen-Coburg. Alvorens zijn neenstem uit te brengen tegen het Verdrag der XVIII artikelen, hield hij een pathetische redevoering om zijn mening hierover mee te delen.
Hoewel hij verklaard had niets meer met het Congres en het Parlement te willen te maken te hebben indien de XVIII artikelen werden goedgekeurd, aanvaardde hij toch nog verkozen te worden tot volksvertegenwoordiger en zetelde tot in 1833. In 1846 behoorde hij tot de stichters van de Belgische Liberale Partij.

## Michiel de Tiecken de Terhove
Rutger-Pieter de Tiecken had een oudere broer, Michiel-Balthasar de Tiecken de Terhove (Tongeren, 11 januari 1777 - 8 juli 1848).
In zijn militaire carrière had Rutger het voorbeeld gevolgd van deze broer, die als luitenant-kolonel diende in de legers van het Franse keizerrijk, van het Verenigd Koninkrijk der Nederlanden en van het koninkrijk België, en zijn loopbaan bekroonde met de graad van luitenant-generaal. 
In 1822 werd Michiel, samen met zijn jongere broer, erkend in de erfelijke adel onder het Verenigd Koninkrijk der Nederlanden. In 1847 werd hij bevorderd tot baron, overdraagbaar bij eerstgeboorte, of zo niet overdraagbaar op zijn broer en die zijn nageslacht. Michiel bleef vrijgezel, zodat zijn baronstitel overging op Rutger en zijn nakomelingen, terwijl ze eveneens het kasteel Terhove erfden.
Emilie de Tiecken (1815-1900), dochter van Rutger, stierf als laatste naamdraagster van deze familie.